# Chorizagrotis mercenaria
Chorizagrotis mercenaria là một loài bướm đêm trong họ Noctuidae.